# 雨龍車站
雨龍站（日语：／ Uryu eki */?）是位於北海道雨龍郡雨龍町滿壽，隸屬於日本國有鐵道（國鐵）札沼線，已廢除的鐵路車站。
名稱源自阿伊努語的「urir-o-pet」(很多鸕鶿的河川）。

## 歷史
- 1931年（昭和6年）10月10日 - 札沼北線石狩沼田至中德富（初代，現在的新十津川）開始營運。
- 1943年（昭和18年）10月3日 - 由於太平洋戰爭擴大，本線作為不要不急線要停止營運。
- 1953年（昭和28年）11月3日 - 札沼線浦臼至本車站路段恢復營運。
- 1956年（昭和31年）11月16日 - 札沼線本車站至石狩沼田路段恢復營運，全線回復正常服務。
- 1972年（昭和47年）6月19日 - 札沼線新十津川至石狩沼田路段廢除，本車時同時廢站。

## 車站構造
廢站時為有職員駐守的地面車站。
站房位於札幌方向的左方東側，為側式月台1面1線的地面車站，外側則有1條保線用側線。而站房旁往札幌方向設有貨物月台，並設有1條引入線。

## 車站周邊
只餘下儲存雜物的小屋，並豎立車站的紀念石碑。而在舊車站範圍內，亦殘留當時使用的腕木式信號機。

## 相鄰車站
日本國有鐵道
札沼線
北上德富－（南雨龍）－雨龍－（中雨龍）－石狩追分